# Jean Talon

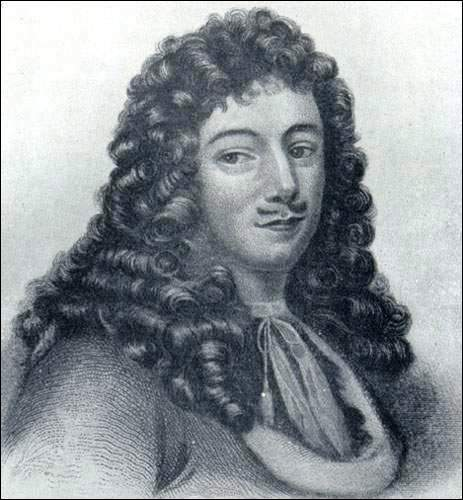
Jean Talon, intendente da justiça, polícia e finanças no Canadá, Acádia, Terra-Nova, e outros países da França setentrional.

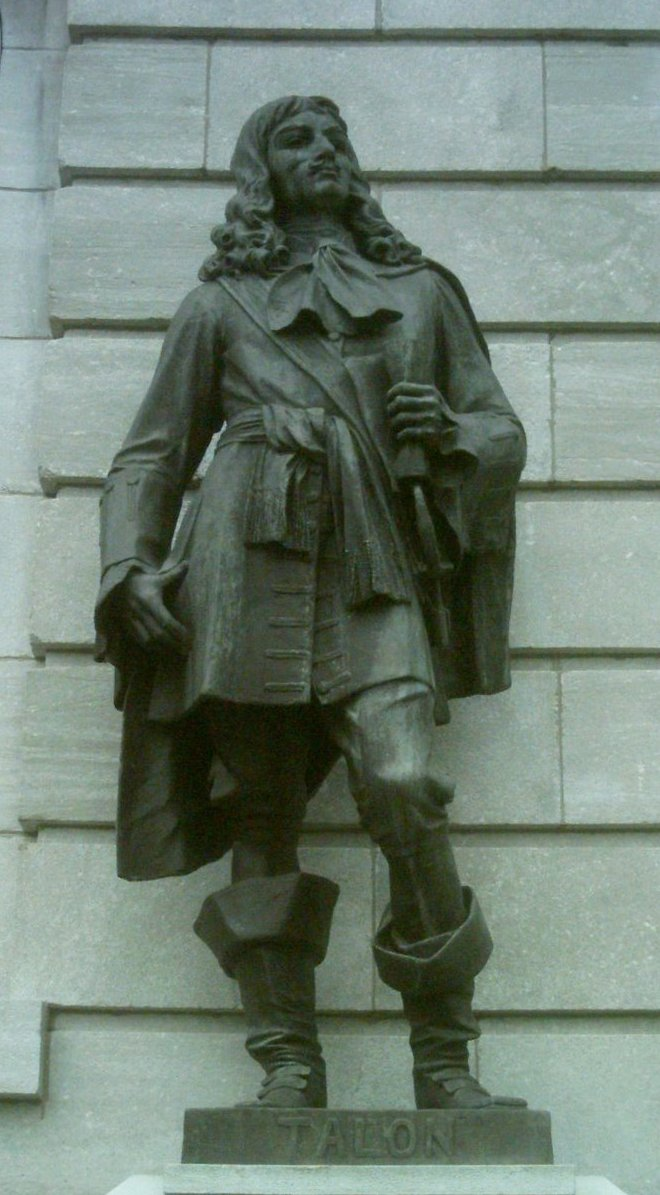
Jean Talon, estátua da fachada do Prédio do Parlamento de Québec.

Jean Talon nasceu em 8 de janeiro de 1626 em Châlons-en-Champagne, filho de Philippe Talon e Anne Bury. Reconhecido principalmente como sendo o primeiro intendente (governador) da Nova França. Em sua chegada à Nova França foram-lhe concedidos títulos como Barão de îlets e de Conde de Orsainville.
Como intendente em dois mandatos (1665-1668 e 1670-1672), tentou diversificar a economia da colônia encorajando atividades como agricultura, pesca, exploração florestal e a indústria, bem como o tradicional comércio de peles. Visionário, encorajou a autosuficência da colônia. Gaba-se, ao final de seu mandato, de poder vestir-se da cabeça aos pés de produtos fabricados na Nova França. Foi o primeiro a encorajar a cultura do lúpulo e da cevada e cria a primeira cervejaria comercial da Nova França. Porém sua empreitada não teve sucesso. Recomendou a vinda das filles du Roi para acelerar o povoamento da colônia e reequilibrar a diferença numérica entre homens e mulheres. Seu plano de povomento, com as filles du Roi permitiu triplicar a população em apenas quinze anos. Fez também o primeiro recenseamento da colônia em 1666, que contava à época 3215 habitantes.
Ele aprovou o projeto de Robert Cavelier de La Salle de fazer expedições rumo ao oeste para procurar uma passagem à China. Jean Talon trabalhou também em estreita colaboração com o Governador da Nova França Alexandre de Prouville de Tracy para obter a capitulação dos Iroquois em 1667, pondo assim fim à ameaça que pesou sobre a colônia por mais de 20 anos. Mesmo não tendo se juntado às tropas no local do combate a pedido de Tracy, Talon teve um grande mérito  no sucesso dos franceses, pelo intermédio de seus constantes e meticulosos cuidados de por a disposição do exército tudo aquilo que fosse necessário para a guerra, apesar da pobreza da colônia, da falta de recursos, das estradas e das distâncias.
Faleceu em 23 de novembro de 1694 em Paris e foi sepultado em 3 de outubro de 1695 em Châlons-en-Champagne, sua terra natal. Deixa sua fortuna e bens a seus sobrinhos, pois mesmo havendo incentivado casamentos para povoar a Nova França, ele mesmo fica solteiro até sua morte.